# Bruno (DR)
Bruno er en bamse, som spilles af skuespilleren Rasmus Bjerg.
Bruno blev kendt, da han optrådte som lågeåbner sammen med Anders Lund Madsen og Signe Lindkvist i DR's julestue før og efter Bamses Julerejse (tv-julekalender 2005). Senere har Bruno fået sit eget program på Ramasjang, Brunos Kloshow.
Han er ifølge sig selv 158 år gammel og har fødselsdag i december. Bamsen Bruno er arbejdsløs og fra Kolding, og han er blevet sendt i aktivering hos de to værter i julekalenderen. Bruno mangler den højre pote (han har i stedet en klo, der kan udskiftes med et pizzahjul, en flammekaster mm.), taber til tider det ene øje og kan i øvrigt ikke tælle. Hans eneste ærgrelser i livet er, at han ingen kæreste har og, at han absolut skal være fyldt med hø, som han ikke bryder sig om, og ikke noget andet i stedet, som fx kiks, kattegrus eller skruer. Bruno har en del karaktertræk tilfælles med Bamse, som er julekalenderens hovedperson, imens han samtidig er en satirisk figur som retter sig mod et ældre publikum.
Anders og Signe finder hurtigt ud af at Bruno, da han ikke kan tælle, og kategorisk insisterer på at bruge sin klodsede protese til at løse alle opgaver, ikke er særlig nyttig som lågeåbner, og de forsøger at finde andre arbejdsopgaver til den kære bamse.
Bruno bryder sig ikke om Anders, men synes godt om Signe.[kilde mangler] Det kommer bl.a. til udtryk, når Bruno får til opgave at instruere et krybbespil, og først nægter at lade Anders spille med, og så derefter ikke umiddelbart kan finde andre roller til Anders end æslet, eller et skidende og gylpende jesusbarn.
Bruno har sin egen sang, som synges inden der åbnes låger:
"Jeg åbner låger! Di ba di ba dum!
Danser og rå'er! Di ba di ba dum!
Store tykke dyr!
Lækre bamsefyr! (erstattes af og til af: Smækre bamsefyr!)
Kys mig, elsk mig gi' mig dog et liv!"

## Far, mor og bjørn
Senest har Bruno været med i DR's familieserie Far, mor og bjørn. I serien er Anders og Signe blevet gift og flyttet ind i et hus, hvor Bruno tilfældigvis også bor. I løbet af serien prøver Bruno både at komme i skole og andre spændende ting.
I denne serie afsløres det, at Bruno kun spiser pommes frites.

## MGP
Bruno har flere gange været medvært på MGP. Første gang i 2006 sammen med Signe Lindkvist, siden med Jeppe Vig Find i 2007 og senest med Jacob Riising i 2008.